# Ермолаев, Владимир Петрович
Влади́мир Петро́вич Ермола́ев (28 июля 1892, село Канско-Перевозинское (ныне в черте города Канска) — 1 апреля 1982, Абакан) — российский и советский этнограф и музейный работник, исследователь Тувы и тувинского народа.

## Биография
С 1910 года сотрудник Красноярского краеведческого музея. В 1913 году принимал в музее путешествовавшего по Сибири Фритьофа Нансена, который в благодарность подарил Ермолаеву фотоаппарат. В качестве фотографа начиная с этого же года участвовал в ряде этнографических экспедиций по Сибири; коллекция его фотографий (более 4 000 негативов) представляет большую ценность и хранится в Национальном музее Тувы.
С 1916 года жил в Урянхайском крае (Туве), изучая прошлое и настоящее тувинского народа. Когда в 1929 году, после государственного переворота в Тувинской народной республике, страной был взят курс на тесное сближение с РСФСР, Ермолаев был назначен первым директором новосозданного Тувинского государственного музея и командирован в Москву и Ленинград для формирования коллекции. В результате Тувинский музей получил 66 картин русских и западноевропейских художников из Русского музея и Эрмитажа, а также коллекции чучел и минералов и т. п. В дальнейшем проработал в Тувинском государственном музее более 45 лет.
В 1960-е годы опубликовал в тувинских областных изданиях ряд рассказов, очерков, стихотворных переложений тувинского фольклора. В 1968 г в Тувинском книжном издательстве вышел сборник его повестей и рассказов «Елескей» в оформлении художника И. Я. Кузнецова. В. П. Ермолаев создал фотолетопись Тувы и г. Кызыла с самого его основания в 1913 г, оставив музею огромный архив фотографий и негативов.